# Ruperto Chapí
Ruperto Chapí Lorente (Villena, 27 de marzo de 1851-Madrid, 25 de marzo de 1909) fue un compositor de zarzuelas español.

## Biografía

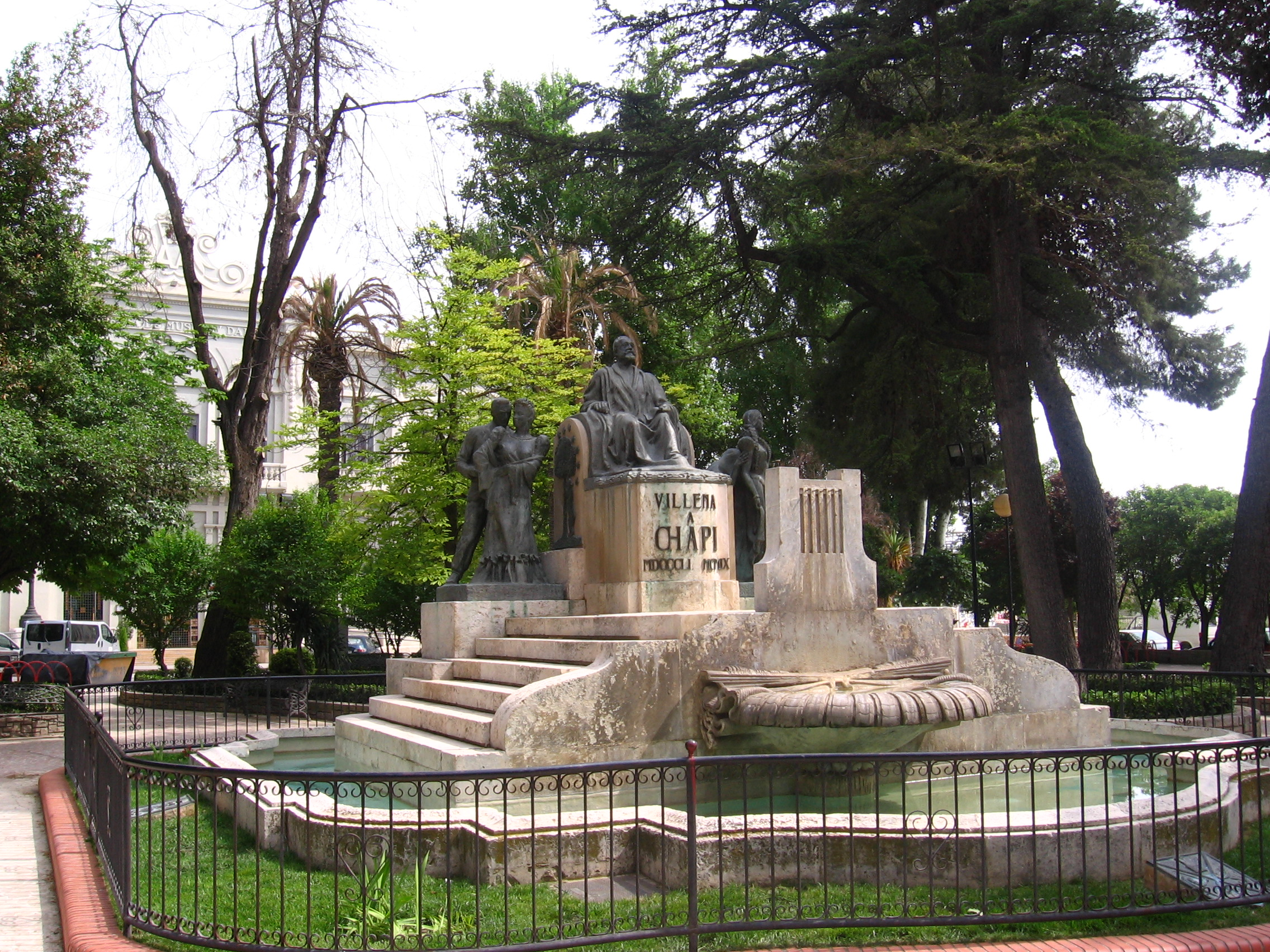
Monumento a Chapí en Villena, su ciudad natal.

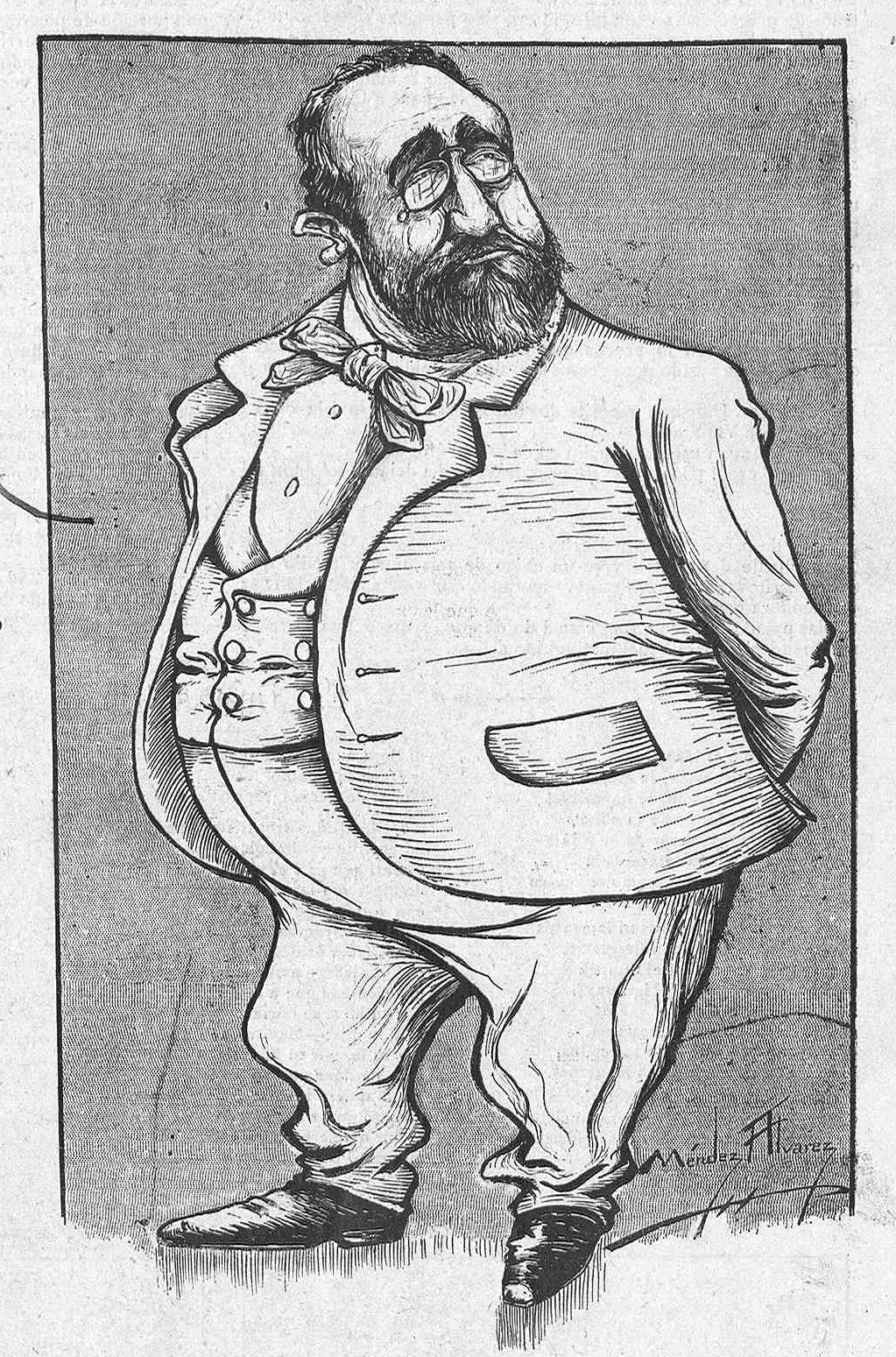
Caricaturizado por Méndez Álvarez (Madrid Cómico, 15 de septiembre de 1900).

Nació el 27 de marzo de 1851 en la localidad alicantina de Villena. Siguiendo la tradición familiar, Chapí y sus hermanos comenzaron a estudiar solfeo desde muy pequeños, siendo su primer maestro su padre, José Chapí. Entre el mito y la leyenda se relata que aprendió a tocar el flautín y el cornetín y, al parecer, con solo nueve años, entró a formar parte de la banda Música Nueva (actual banda municipal de Villena) donde pronto se convertiría en un virtuoso y de la que acabaría siendo director con tan solo 15 años. Ganaría cierta fama como intérprete en el entorno de las Fiestas de Moros y Cristianos de Villena, siendo muy solicitado también en las de otras poblaciones cercanas. En los pueblos de habla valenciana, al norte y noreste de Villena, se le conocía popularmente como “el xiquet de Villena” y se disputaban continuamente su contratación, dada su brillantez.
A los doce años compone su primera zarzuela: Estrella del Bosque. Sus padres, conscientes de sus grandes aptitudes musicales, envían a Chapí con dieciséis años a Madrid para que amplíe sus horizontes y complete su formación. En esta ciudad ingresa en el Conservatorio, con el maestro Arrieta donde, en 1872, logra el Primer Premio de fin de carrera, junto con su condiscípulo Tomás Bretón. Allí estudiaría armonía y composición y, para sufragar sus gastos, en 1870 ingresa como profesor de cornetín en la orquesta del Teatro Circo de Rivas (donde también tocaba Tomás Bretón). En este lugar estrena su primera zarzuela, Abel y Caín, sin demasiado éxito para lo que solía ser corriente en la época.
En 1873 gana el primer concurso promovido por la sección de música de la Academia de Bellas Artes para ser pensionado en Roma, con la que fue su primera ópera, Las naves de Cortés, estrenada en el Teatro Real unos meses más tarde. Durante su estancia en Italia compondrá las últimas óperas de esta primera etapa: La hija de Jefté (1875, representada en el Teatro Real al año siguiente), La muerte de Garcilaso, compuesta en el mismo año, y Roger de Flor, esta última puesta en escena en 1878 también en el Teatro Real.
Se casó en Madrid con Vicenta Selva Álvarez (1852), natural de Madrid, y tuvieron seis hijas: Vicenta (1873), Cecilia (1874), María (1882), Purificación (1884), Margarita (1885) y María Teresa (1892), y tres hijos: Miguel (1876), Emilio (1878) y José (1880).
Al volver a España, en 1878, comienza su carrera como compositor de zarzuela triunfando en 1880 con Música clásica (zarzuela), lo que le anima a probar con la zarzuela grande, alcanzando gran éxito con obras como: La tempestad (1882), La bruja (1887) y El rey que rabió (1891). Llegando a la cumbre con El tambor de granaderos (16 de noviembre de 1896, libreto de Emilio Sánchez Pastor) y La Revoltosa (1897).
Otras obras suyas del género chico son: Las bravías (1896), La flor de Lys, El guerrillero, El país del abanico, ¡Ya pican!, Los quintos de mi pueblo, Término medio, El domingo gordo, El puñao de rosas (30 de octubre de 1902).
Otras obras suyas del género grande son: Las hijas del Zebedeo (1889), El milagro de la Virgen (1889) El duque de Gandía (1894) y Curro Vargas (1898).
No solamente compuso música para zarzuelas, también escribió música de cámara (cuatro cuartetos) y sinfónica, como Fantasía Morisca, y el poema sinfónico Los gnomos de la Alhambra. Otras zarzuelas son: La leyenda del monje, Género chico, La cara de Dios, A casarse tocan, Pepe Hillo, ¿Quo Vadis?, Las tentaciones de San Antonio, Roger de Flor (1878), La serenata (1881), etc.
Entrado el siglo XX cuatro son sus obras esenciales: La patria chica, La venta de Don Quijote, Circe (1902) y Margarita la Tornera (1909).
Cabe destacar también, que fue el fundador de la Sociedad General de Autores y Editores (S.G.A.E.), en 1893, una organización destinada a proteger los derechos de los compositores, como por ejemplo, el registro de las obras para evitar plagios o el control de las representaciones o interpretaciones de una obra. También fue maestro de Manuel de Falla.
Murió en Madrid, en 1909. Sus restos se encuentran en el Panteón de Ilustres del cementerio municipal de Villena desde 2003.

## Catálogo de obras
| Año  | Obra | Tipo de obra                   | Libretista                                                                    |
| ---- | --- | ------------------------------ | ----------------------------------------------------------------------------- |
| 1863 | Estrella del bosque. |                                | —                                                                             |
| 1868 | Doble engaño. | Zarzuela                       | —                                                                             |
| 1871 | Abel y Caín. | Zarzuela                       | Salvador María Granés                                                         |
| 1872 | Vasco Núñez de Balboa. | Zarzuela                       | Marcos Zapata                                                                 |
| 1874 | Las naves de Cortés. | Ópera                          | Antonio Arnao                                                                 |
| 1876 | Motet a seis voces. | Música religiosa               | —                                                                             |
| 1876 | Trío para violín, cello y piano. | Música de cámara (trío)        | —                                                                             |
| 1876 | Escenas de capa y espada, poema sinfónico. | Música sinfónica               | —                                                                             |
| 1876 | La muerte de Garcilaso. | Ópera                          | Antonio Arnao                                                                 |
| 1878 | La hija de Jefté. | Ópera                          | Antonio Arnao                                                                 |
| 1878 | Roger de Flor. | Ópera (3 actos)                | Mariano Capdepón                                                              |
| 1879 | Fantasía morisca [A Granada (andante cantabile) • Meditación (moderato) • Serenata (allegro moderato) • Final (moderato)].                                                                | Orquestal                      | —                                                                             |
| 1879 | Polaca de concierto. | Orquestal                      | —                                                                             |
| 1880 | Sinfonía en Re menor. | Orquestal                      | —                                                                             |
| 1880 | Los ángeles, oratorio. | Música religiosa (oratorio)    | —                                                                             |
| 1880 | Música clásica. | Zarzuela (1 acto)              | José Estremera                                                                |
| 1880 | La calandria. | Zarzuela (1 acto)              | Miguel Ramos Carrión y Vital Aza                                              |
| 1880 | Adiós Madrid. | Zarzuela                       | —                                                                             |
| 1880 | Madrid y sus afueras. | Zarzuela                       | —                                                                             |
| 1881 | La serenata. | Ópera (1 acto)                 | José Estremera                                                                |
| 1881 | La serenata. | Opereta (1 acto)               | José Estremera                                                                |
| 1881 | Las dos huérfanas. | Zarzuela (3 actos)             | Mariano Pina Domínguez                                                        |
| 1881 | La calle de Carretas. | Zarzuela                       | —                                                                             |
| 1881 | El hijo de la nieve. | Comedia (3 actos)              | —                                                                             |
| 1881 | Nada entre dos platos. | Zarzuela (1 acto)              | José Estremera                                                                |
| 1882 | La tempestad. | Zarzuela (3 actos)             | Miguel Ramos Carrión                                                          |
| 1884 | El milagro de la Virgen. | Zarzuela (3 actos)             | Mariano Pina Domínguez                                                        |
| 1884 | La flor de lis. | Zarzuela (1 acto)              | José Estremera                                                                |
| 1885 | Término medio. | Zarzuela (1 acto)              | Ramón de Marsal                                                               |
| 1885 | El guerrillero (en colaboración con Manuel Fernández Caballero y Pascual Emilio Arrieta y Corera).                                                                                        | Zarzuela                       | —                                                                             |
| 1885 | El país del abanico. | Zarzuela (1 acto)              | Francisco Serrano de la Pedrosa                                               |
| 1885 | Los quintos de mi pueblo. | Zarzuela                       | —                                                                             |
| 1885 | ¡Ya pican, ya pican! | Zarzuela (1 acto)              | Enrique Prieto                                                                |
| 1886 | El domingo gordo o Las tres damas curiosas. | Zarzuela                       | Ricardo de la Vega                                                            |
| 1887 | El figón de las desdichas. | Zarzuela                       | Adolfo Llanos Alcaraz                                                         |
| 1887 | Juan Matías el barbero. | Zarzuela                       | —                                                                             |
| 1887 | Los lobos marinos. | Zarzuela (1 acto)              | Miguel Ramos Carrión y Vital Aza                                              |
| 1887 | La bruja. | Zarzuela (3 actos)             | Miguel Ramos Carrión y Vital Aza                                              |
| 1887 | El fantasma de los aires. | Zarzuela (2 actos)             | Andrés Ruesga, Salvador Lastra y Enrique Prieto                               |
| 1888 | Ortografía. | Zarzuela (1 acto)              | Carlos Arniches y Gonzalo Cantó                                               |
| 1889 | La flor del trigo. | Zarzuela (1 acto)              | José Estremera                                                                |
| 1889 | Las hijas del Zebedeo. | Zarzuela (2 actos)             | José Estremera                                                                |
| 1889 | El cocodrilo. | Zarzuela                       | según Fiódor Mijáilovich Dostoyevski                                          |
| 1889 | A casarse tocan o La misa á grande orquesta. | Zarzuela (1 acto)              | Ricardo de la Vega                                                            |
| 1889 | El país de los insectos. | Zarzuela (1 acto)              | Enrique Fernández Campano                                                     |
| 1890 | Los alojados. | Zarzuela (1 acto)              | Emilio Sánchez Pastor                                                         |
| 1890 | La leyenda del monje. | Zarzuela (1 acto)              | Carlos Arniches y Gonzalo Cantó                                               |
| 1890 | Las doce y media y sereno. | Zarzuela (1 acto)              | Fernando Manzano                                                              |
| 1890 | Las tentaciones de San Antonio. | Zarzuela (3 actos)             | Andrés Ruesga y Enrique Prieto                                                |
| 1890 | Nocturno. | Zarzuela (1 acto)              | Enrique Fernández Campano                                                     |
| 1890 | Los nuestros. | Zarzuela (1 acto)              | José Estremera                                                                |
| 1890 | Pan de flor. | Zarzuela (1 acto)              | Ricardo Monasterio y Celso Lucio                                              |
| 1890 | Todo por ella. | Zarzuela                       | —                                                                             |
| 1890 | Para hombres solos. | Zarzuela (1 acto)              | Enrique Fernández Campano                                                     |
| 1891 | Los gnomos de la Alhambra [La ronda de los gnomos (allegretto) • Conjuro. Séquito de Titania y Oberón (andante maestoso) • La fiesta de los espíritus. La aurora (allegro molto vivace)]. | Orquestal                      | —                                                                             |
| 1891 | El rey que rabió. | Zarzuela (3 actos)             | Miguel Ramos Carrión y Vital Aza                                              |
| 1891 | El mismo demonio. | Zarzuela (2 actos)             | Fernando Manzano                                                              |
| 1892 | El organista. | Zarzuela (1 acto)              | José Estremera                                                                |
| 1892 | Los calaveras. | Zarzuela                       | —                                                                             |
| 1892 | Las campanadas. | Zarzuela (1 acto)              | Carlos Arniches y Gonzalo Cantó                                               |
| 1892 | La czarina. | Zarzuela (1 acto)              | José Estremera                                                                |
| 1892 | La raposa. | Zarzuela (1 acto)              | Ricardo Monasterio                                                            |
| 1893 | Los mostenses. | Zarzuela (3 actos)             | Gonzalo Cantó, Carlos Arniches y Celso Lucio                                  |
| 1893 | Vía libre. | Zarzuela (3 actos)             | Carlos Arniches y Celso Lucio                                                 |
| 1893 | El reclamo. | Zarzuela (1 acto)              | Carlos Arniches y Celso Lucio                                                 |
| 1894 | El tambor de granaderos. | Zarzuela (1 acto)              | Emilio Sánchez Pastor                                                         |
| 1894 | El duque de Gandía (en colaboración con Antonio Llanos). | Zarzuela (3 actos)             | Joaquín Dicenta                                                               |
| 1894 | El moro Muza. | Zarzuela (1 acto)              | Federico Jaques                                                               |
| 1895 | Mujer y reina. | Zarzuela (3 actos)             | Mariano Pina Domínguez                                                        |
| 1895 | El cura del regimiento. | Zarzuela (1 acto)              | Emilio Sánchez Pastor                                                         |
| 1895 | El señor corregidor. | Zarzuela (1 acto)              | Fiacro Yrayzoz                                                                |
| 1896 | Las bravías, sobre La fierecilla domada, de William Shakespeare. | Zarzuela (1 acto)              | José López Silva y Carlos Fernández Shaw, basándose en la obra de Shakespeare |
| 1896 | El bajo de arriba. | Zarzuela (1 acto)              | Emilio Sánchez Pastor                                                         |
| 1896 | Los golfos. | Zarzuela                       | Emilio Sánchez Pastor                                                         |
| 1896 | Los guerrilleros. | Zarzuela (1 acto)              | Enrique Prieto                                                                |
| 1896 | Las peluconas. | Zarzuela                       | —                                                                             |
| 1896 | Viva el Rey. | Zarzuela (1 acto)              | Emilio Sánchez Pastor y Robert Planquette                                     |
| 1896 | El cortejo de la Irene. | Zarzuela (1 acto)              | Carlos Fernández Shaw                                                         |
| 1897 | La Revoltosa (sainete lírico en un acto y tres cuadros; 25 de noviembre de 1897). | Zarzuela (1 acto)              | José López Silva y Carlos Fernández Shaw                                      |
| 1897 | Los charlatanes. | Zarzuela (1 acto)              | Calixto Navarro y Federico Castellón                                          |
| 1897 | La niña del estanquero. | Zarzuela (1 acto)              | Tomas Luceño                                                                  |
| 1897 | El sí natural. | Zarzuela (1 acto)              | José Jackson Veyán                                                            |
| 1897 | La piel del diablo. | Opereta (1 acto)               | Federico Jaques                                                               |
| 1898 | Los hijos del batallón. | Zarzuela (3 actos)             | Carlos Fernández Shaw                                                         |
| 1898 | Pepe Gallardo. | Zarzuela (1 acto)              | Guillermo Perrín y Miguel de Palacios                                         |
| 1898 | La chavala. | Zarzuela (1 acto)              | José López Silva y Carlos Fernández Shaw                                      |
| 1898 | Curro Vargas, sobre la novela El niño de la bola, de Pedro Antonio de Alarcón. | Zarzuela (3 actos)             | Joaquín Dicenta y Antonio Paso                                                |
| 1898 | El beso de la duquesa. | Zarzuela (1 acto)              | Sinesio Delgado                                                               |
| 1898 | El hijo del batallón. | Zarzuela (3 actos)             | Carlos Fernández Shaw                                                         |
| 1899 | La cara de Dios. | Zarzuela (3 actos)             | Carlos Arniches                                                               |
| 1899 | El baile del casino. | Zarzuela                       | —                                                                             |
| 1899 | Los buenos mozos. | Zarzuela (1 acto)              | José López Silva y Carlos Fernández Shaw                                      |
| 1899 | El fonógrafo ambulante. | Zarzuela (1 acto)              | Juan González                                                                 |
| 1899 | Señá Frasquita. | Zarzuela (1 acto)              | Guillermo Perrín y Miguel de Palacios                                         |
| 1900 | La cortijera. | Zarzuela (3 actos)             | Joaquín Dicenta y Antonio Paso y Cano                                         |
| 1900 | Al galope de los siglos. | Zarzuela (1 acto)              | Sinesio Delgado                                                               |
| 1900 | El barquillero. | Zarzuela (1 acto)              | José López Silva y José Jackson Veyán                                         |
| 1900 | Aprieta constipado (en colaboración con Arturo Saco del Valle). | Zarzuela (1 acto)              |                                                                               |
| 1900 | El gatito negro. | Zarzuela (1 acto)              | José López Silva y Carlos Fernández Shaw                                      |
| 1900 | María de los Ángeles. | Zarzuela (1 acto)              | Carlos Arniches y Celso Lucio                                                 |
| 1900 | El estreno. | Zarzuela (1 acto)              | Serafín Álvarez Quintero y Joaquín Álvarez Quintero                           |

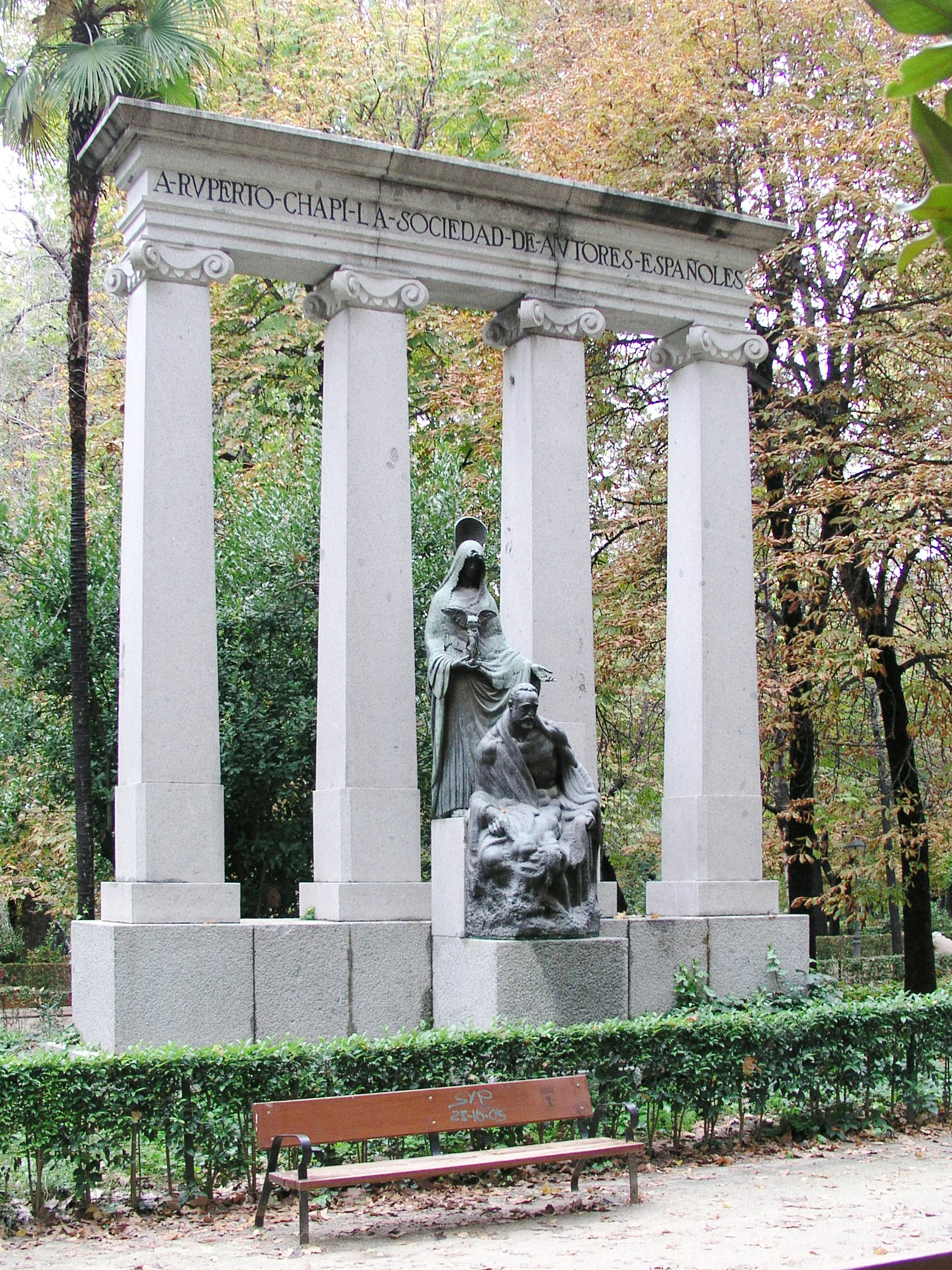
Monumento en los Jardines del Buen Retiro.

| 1901 | Quo vadis. | Zarzuela (1 acto)              | Sinesio Delgado                                                               |
| 1901 | Blasones y talegas. | Zarzuela (2 actos)             | Eusebio Sierra basándose en la novela de José María de Pereda                 |
| 1902 | El puñao de rosas. | Zarzuela (1 acto)              | Carlos Arniches y Ramón Asensio Mas                                           |
| 1902 | Don Juan de Austria. | Zarzuela (3 actos)             | José Jurado de la Parra y Carlos Servet y Fortuny                             |
| 1902 | La venta de Don Quijote. | Zarzuela (1 acto)              | Carlos Fernández Shaw                                                         |
| 1902 | Abanicos y panderetas o ¡A Sevilla en el botijo! | Zarzuela (3 actos)             | Serafín Álvarez Quintero y Joaquín Álvarez Quintero                           |
| 1902 | El sombrero de plumas. | Zarzuela (1 acto)              | Miguel Echegaray                                                              |
| 1902 | El tío Juan (en colaboración con Enrique Morera). | Zarzuela                       | —                                                                             |
| 1902 | Cuadros vivos. | Zarzuela (1 acto)              | Guillermo Perrín y Miguel de Palacios                                         |
| 1902 | Circe | Ópera (3 actos)                | Miguel Ramos Carrión                                                          |
| 1903 | La chica del maestro. | Zarzuela (1 acto)              | José López Silva y José Jacson Veyán                                          |
| 1903 | La cruz del abuelo. | Zarzuela                       | —                                                                             |
| 1903 | El rey mago. | Zarzuela (1 acto)              | Sinesio Delgado                                                               |
| 1903 | Man'zelle Margot (en colaboración con Joaquín Quinito Valverde). | Zarzuela                       | —                                                                             |
| 1903 | Cuarteto de cuerda n.º 1, en Sol mayor. | Música de cámara (cuarteto)    | —                                                                             |
| 1904 | Cuarteto de cuerda n.º 2, en Fa mayor. | Música de cámara (cuarteto)    | —                                                                             |
| 1904 | Juan Francisco. | Zarzuela (3 actos)             | Joaquín Dicenta                                                               |
| 1904 | La cuna. | Zarzuela (1 acto)              | Guillermo Perrín                                                              |
| 1904 | La polka de los pájaros. | Zarzuela                       | —                                                                             |
| 1904 | La puñalada. | Zarzuela (prólogo y 4 escenas) | Carlos Fernández Shaw                                                         |
| 1904 | La tragedia de Pierrot. | Zarzuela (1 acto)              | Ramón Asensio Más y José Juan Cadenas                                         |
| 1905 | Guardia de honor. | Zarzuela (1 acto)              | Eugenio Sellés                                                                |
| 1905 | La sobresalienta. | Zarzuela (1 acto)              | Jacinto Benavente                                                             |
| 1905 | ¡Angelitos al cielo!. | Zarzuela (1 acto)              | Alberto Casañal Shakery                                                       |
| 1905 | Las calabazas. | Zarzuela                       | Antonio Ramos Martín                                                          |
| 1905 | El cisne de Lohengrin. | Zarzuela (1 acto)              | Miguel Echegaray                                                              |
| 1905 | Miss Full. | Zarzuela (1 acto)              | Antonio Viérgol                                                               |
| 1905 | La leyenda dorada. | Zarzuela (1 acto)              | Sinesio Delgado                                                               |
| 1905 | La peseta enferma. | Zarzuela (1 acto)              | José Pontes y Fernando Pontes                                                 |
| 1905 | La reina. | Zarzuela (1 acto)              | Guillermo Perrín y Miguel de Palacios                                         |
| 1905 | El seductor. | Zarzuela (1 acto)              | Antonio Domínguez                                                             |
| 1905 | Cuarteto de cuerda n.º 3, en Re mayor. | Música de cámara (cuarteto)    | —                                                                             |
| 1905 | El amor en solfa, segunda parte de El amor en el teatro, capricho literario, 4 escenas y prólogo (en colaboración con José Serrano Simeón).                                               | Ópera                          | Serafín Álvarez Quintero y Joaquín Álvarez Quintero                           |
| 1906 | La pesadilla. | Opereta (1 acto)               | Luciano Boada y Manuel de Castro Tiedra                                       |
| 1906 | El alma del pueblo. | Zarzuela (1 acto)              | José López Silva y Carlos Fernández Shaw                                      |
| 1906 | El triunfo de Venus. | Zarzuela (1 acto)              | Pedro Muñoz Seca y Carlos Fernández Shaw                                      |
| 1906 | Los contrahechos. | Zarzuela (1 acto)              | Antonio M. Viérgol                                                            |
| 1906 | El maldito dinero. | Zarzuela (1 acto)              | Carlos Arniches y Carlos Fernández Shaw                                       |
| 1906 | El rey del petróleo. | Zarzuela (1 acto)              | Guillermo Perrín y Miguel de Palacios                                         |
| 1906 | La fragua de Vulcano. | Zarzuela (1 acto)              | Manuel Linares Rivas                                                          |
| 1907 | La patria chica. | Zarzuela (1 acto)              | Serafín Álvarez Quintero y Joaquín Álvarez Quintero                           |
| 1907 | Los bárbaros del Norte (en colaboración con Joaquín Valverde Durán y Joaquín Quinito Valverde, hijo).                                                                                     | Zarzuela (1 acto)              | Sinesio Delgado                                                               |
| 1907 | Ninón. | Zarzuela (1 acto)              | Manuel Fernández de la Puente y Carlos Allen-Perkins                          |
| 1907 | La Puerta del Sol. | Zarzuela (1 acto)              | Celso Lucio y Manuel Fernández Palomero                                       |
| 1907 | Los veteranos. | Zarzuela (1 acto)              | Manuel de Labra                                                               |
| 1907 | El príncipe Kuroki. | Zarzuela (1 acto)              | Fernando Gillis                                                               |
| 1907 | Cuarteto de cuerda n.º 4, en Si bemol menor. | Música de cámara (cuarteto)    | —                                                                             |
| 1908 | La eterna revista (en colaboración con Jerónimo Giménez y Bellido). | Zarzuela (1 acto)              | Ramón Asensio Mas y Jacinto Capella                                           |
| 1908 | Aquí hase farta un hombre. | Zarzuela (1 acto)              | Jorge de la Cueva y José de la Cueva                                          |
| 1908 | La carabina de Ambrosio. | Zarzuela                       | Vicente Castro Les                                                            |
| 1908 | La dama roja. | Zarzuela (1 acto)              | Juan Bautista Pont y Antonio Sotillo                                          |
| 1908 | El diablo con faldas. | Zarzuela (1 acto)              | Sinesio Delgado                                                               |
| 1908 | Las mil maravillas. | Zarzuela (4 actos y prólogo)   | Serafín Álvarez Quintero y Joaquín Álvarez Quintero                           |
| 1908 | El merendero de la alegría o Sábado blanco. | Zarzuela                       | Antonio Casero y Alejandro Larrubiera                                         |
| 1908 | Entre rocas. | Zarzuela (1 acto)              | Joaquín Dicenta                                                               |
| 1909 | Donde hay faldas hay jaleo. | Zarzuela                       | Antonio Casero y Alejandro Larrubiera y Crespo                                |
| 1909 | El pino del norte. | Zarzuela (1 acto)              | Vicente Casanova                                                              |
| 1909 | Los majos de plante. | Zarzuela (1 acto)              | Joaquín Dicenta y Pedro de Répide                                             |
| 1909 | Margarita la Tornera, basada en la leyenda de José Zorrilla. | Ópera (3 actos)                | Carlos Fernández Shaw                                                         |
| —    | Clavito. | Zarzuela (1 acto)              | Manuel Linares Rivas                                                          |
| —    | Diversiones infantiles (en colaboración con Tomás Bretón Hernández y Jerónimo Giménez y Bellido).                                                                                         | Zarzuela                       | Antonio R. López del Arco                                                     |
| —    | La joroba. | Zarzuela (1 acto)              | Miguel Ramos Carrión y Antonio Ramos Martín                                   |
| —    | La magia de la vida. | Zarzuela (1 acto)              | Manuel Linares Rivas                                                          |
| —    | Carceleras de «Las hijas del Zebedeo». | Música orquestal (banda)       | —                                                                             |
| —    | Fantasía «La revoltosa». | Música orquestal (banda)       | —                                                                             |
| —    | Preludio «El tambor de granaderos». | Música orquestal (banda)       | —                                                                             |
| —    | Preludio y selección «La bruja». | Música orquestal (banda)       | —                                                                             |
| —    | Fantasía «El rey que rabió». | Música orquestal (banda)       | —                                                                             |
| —    | Fantasía «La corte de Granada». | Música orquestal (banda)       | —                                                                             |
| —    | Selección de «La corte de Granada» [1. Introducción y marcha al torneo. • 2. Meditación. • 3. Serenata. • 4. Final].                                                                      | Música orquestal (banda)       | —                                                                             |
| —    | Selección de «La patria chica». | Música orquestal (banda)       | —                                                                             |